# Préalpes vaudoises
 (avril 2017).
Si vous disposez d'ouvrages ou d'articles de référence ou si vous connaissez des sites web de qualité traitant du thème abordé ici, merci de compléter l'article en donnant les références utiles à sa vérifiabilité et en les liant à la section « Notes et références ».
Les Préalpes vaudoises sont un ensemble montagneux des Préalpes suisses situé dans les cantons de Vaud, Berne et Fribourg. Leur point culminant est Le Tarent à 2 547 mètres d'altitude.

## Géographie

### Classification

#### Club alpin suisse
Le CAS classe les Préalpes vaudoises dans les Préalpes suisses occidentales.

#### SOIUSA
Selon la classification SOIUSA, les Préalpes vaudoises (I/B-14.I-a) sont un sous-groupe des Préalpes suisses. Elles sont bordées au nord par les Préalpes fribourgeoises, à l'est par les Préalpes bernoises, au sud par les Alpes vaudoises, à l'ouest par le massif du Chablais séparé par la vallée du Rhône et au nord-ouest par la Riviera vaudoise et le lac Léman.
- Partie : Alpes occidentales (I)
- Secteur : Alpes nord-occidentales (B)
- Section : Préalpes suisses (14)
- Sous-section : Préalpes vaudoises et fribourgeoises (I)
- Sous-groupe : Préalpes vaudoises (A)

Limites
Les frontières des Préalpes vaudoises sont :
- au nord les Préalpes fribourgeoises séparé (d'ouest en est) par le col de Jaman et la Sarine ;
- au sud-ouest le massif du Chablais séparé par la vallée du Rhône ;
- à l'est les Préalpes bernoises séparées par la Sarine ;
- au sud par les Alpes vaudoises séparées (d'ouest en est) par la Gryonne, le col de la Croix et le col du Pillon.

### Principaux sommets

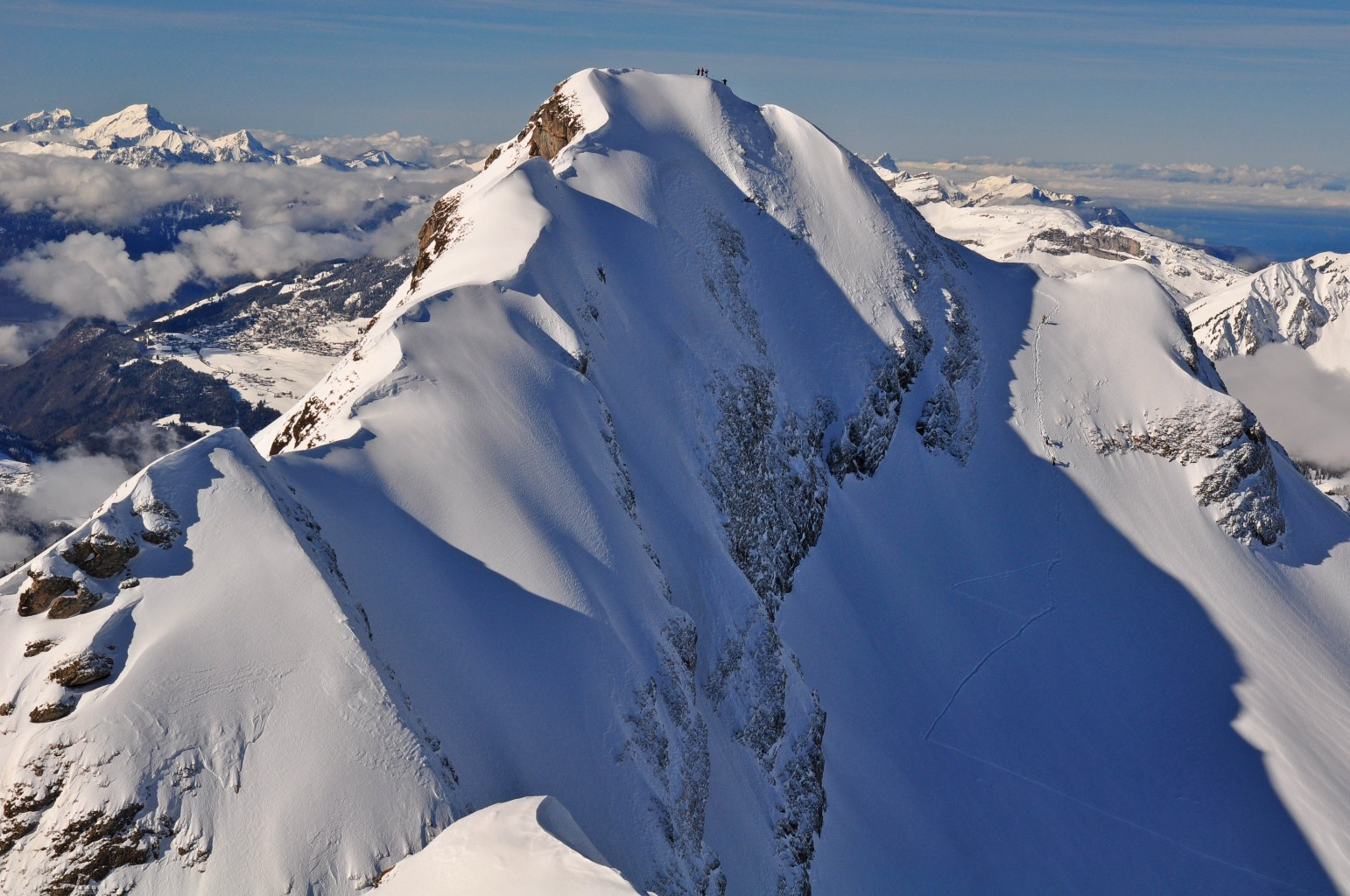
Le Tarent

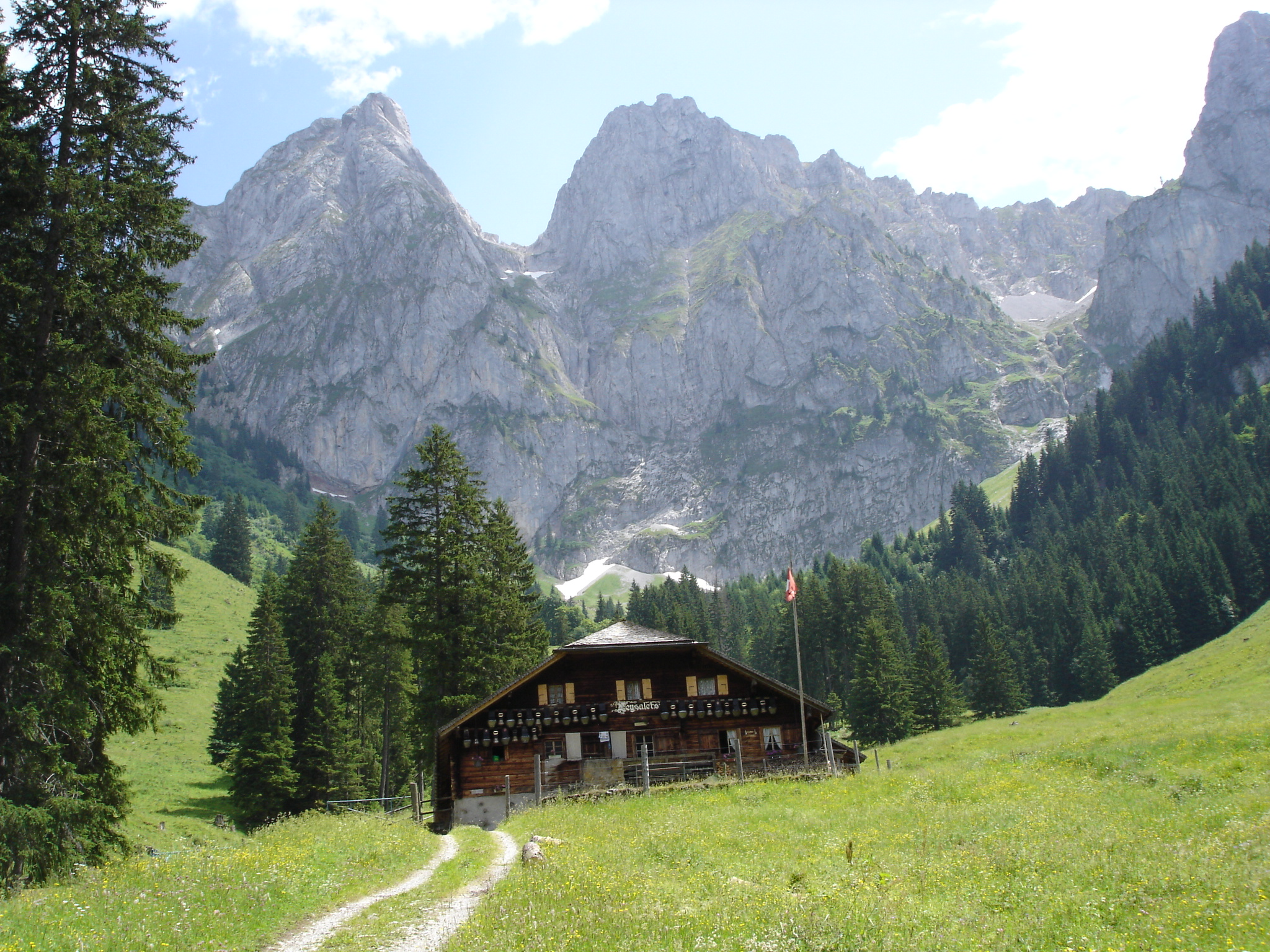
Gummfluh

| Nom                | Altitude |
| ------------------ | -------- |
| Le Tarent          | 2 547 m  |
| La Pare            | 2 540 m  |
| Châtillon (sommet) | 2 477 m  |
| Gummfluh           | 2 457 m  |
| Cape au Moine      | 2 351 m  |
| Pic Chaussy        | 2 351 m  |
| Tour d'Aï          | 2 330 m  |
| Tour de Mayen      | 2 326 m  |
| Arnehore           | 2 211 m  |
| Gros Van           | 2 189 m  |
| Mont d'Or          | 2 174 m  |
| Le Chamossaire     | 2 112 m  |
| Rochers de Naye    | 2 042 m  |
| Pointe d'Aveneyre  | 2 026 m  |
| Dent de Corjon     | 1 966 m  |
| Dent de Jaman      | 1 874 m  |
| Dent de Hautadon   | 1 871 m  |
| Merdasson          | 1 857 m  |
| Malatraix          | 1 767 m  |
| Monts Chevreuils   | 1 749 m  |

## Activités

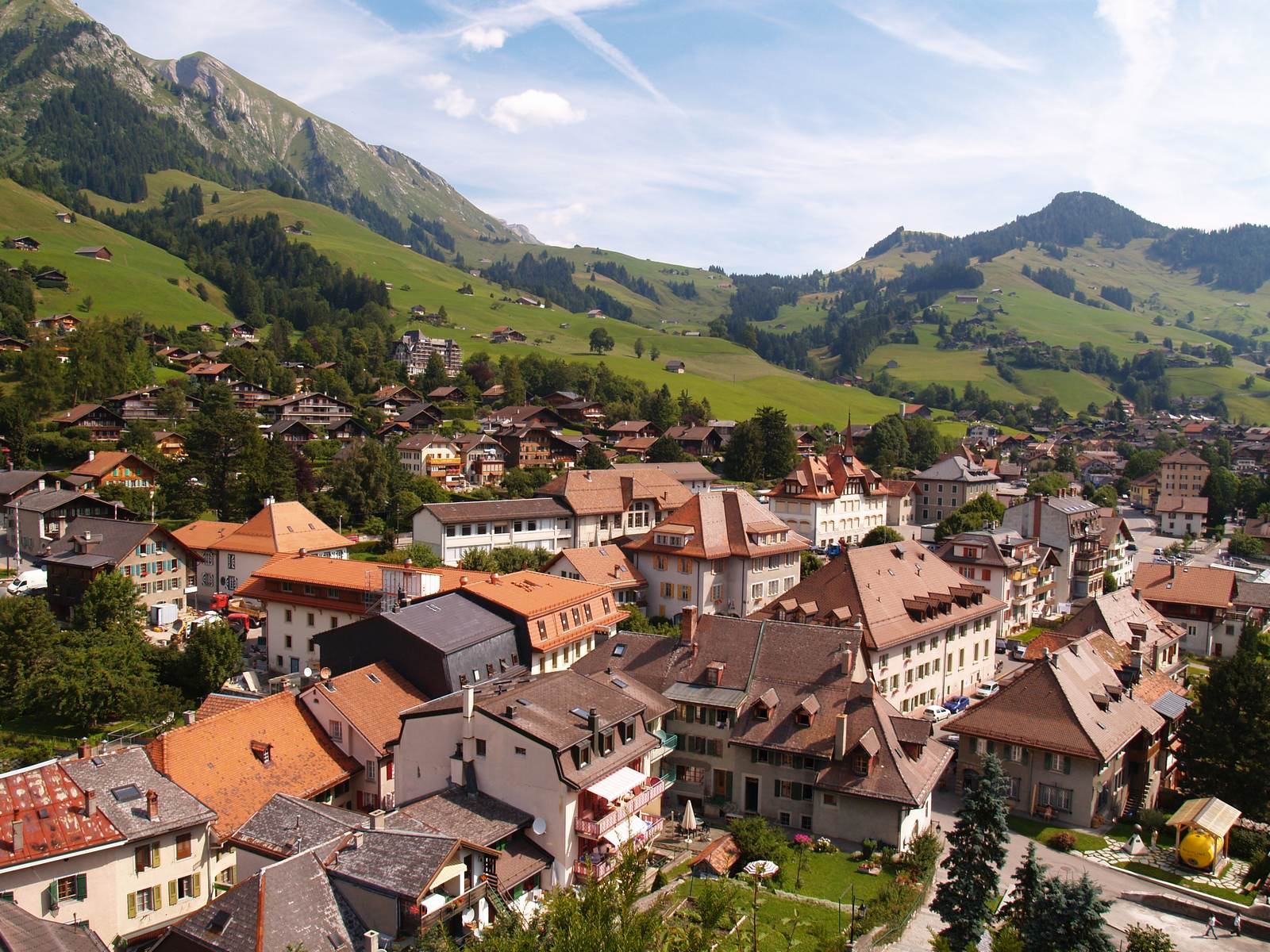
Château-d'Œx

### Stations de sports d'hiver
| - Rochers de Naye - Château-d'Œx - Les Mosses-La Lécherette - Leysin - Les Diablerets - Villars-sur-Ollon et Gryon : Villars-Gryon |